# Torneio Rio-São Paulo de 1959
O Torneio Rio-São Paulo de 1959 foi a 11.ª edição do Torneio Rio-São Paulo.
O campeão foi o Santos, tendo como vice campeão o Vasco da Gama. A vitória do Santos no confronto direto por 3 a 0 na última rodada, perante cerca de 21.000 pagantes no Estádio do Pacaembu, com os dois clubes entrando em campo com chances de serem campeões, acabou por ser a decisão do título, pois a derrota do Flamengo para o São Paulo afastou o rubro-negro da luta pelo título no dia anterior ao da decisão.

## Disputa
O Torneio foi realizado na modalidade de pontos corridos entre 10 times jogando entre si num único turno.

### Participantes[1]
Rio de Janeiro
- America
- Botafogo
- Flamengo
- Fluminense
- Vasco da Gama

 São Paulo
- Corinthians
- Palmeiras
- Portuguesa
- Santos
- São Paulo

### Confrontos
|             | AME | BOT | COR | FLA | FLU | PAL | POR | SAN | SPA | VAS |
| America-RJ  | —   |     | 3x0 |     | 4x2 |     |     | 4x3 |     |     |
| Botafogo    | 3x1 | —   | 0x1 |     | 1x0 |     |     | 2x4 | 3x1 |     |
| Corinthians |     |     | —   | 1x5 |     |     | 1x0 |     |     | 1x1 |
| Flamengo    | 7x2 | 3x2 |     | —   | 2x0 | 1x2 | 2x1 |     |     |     |
| Fluminense  |     |     | 5x1 |     | —   | 2x0 | 0x0 |     |     |     |
| Palmeiras   | 1x0 | 4x1 | 2x1 |     |     | —   |     | 2x1 |     |     |
| Portuguesa  | 5x2 | 0x3 |     |     |     | 6x3 | —   |     |     | 1x4 |
| Santos      |     |     | 3x2 | 3x2 | 1x1 |     | 2x0 | —   | 4x3 | 3x0 |
| São Paulo   | 2x3 | 1x3 | 2x2 | 4x2 | 3x2 | 4x3 | 4x3 | 1x4 | —   | 0x0 |
| Vasco       | 0x0 | 2x0 |     | 0x0 | 2x1 | 3x0 |     |     | 0x0 | —   |

### Classificação final
| Classificação | Classificação | Classificação | Classificação | Classificação | Classificação | Classificação | Classificação | Classificação | Classificação | Classificação |
| Time | Time          | PG            | J             | V             | E             | D             | GP            | GC            | SG            |               |
| --- | ------------- | ------------- | ------------- | ------------- | ------------- | ------------- | ------------- | ------------- | ------------- | ------------- |
| 1 | Santos        | 13            | 9             | 6             | 1             | 2             | 24            | 16            | 8             |               |
| 2 | Vasco da Gama | 12            | 9             | 4             | 4             | 1             | 12            | 6             | 6             |               |
| 3 | Flamengo      | 11            | 9             | 5             | 1             | 3             | 24            | 15            | 9             |               |
| 4 | Palmeiras     | 10            | 9             | 5             | 0             | 4             | 17            | 19            | -2            |               |
| 4 | São Paulo     | 10            | 9             | 4             | 2             | 3             | 21            | 22            | -1            |               |
| 6 | America       | 9             | 9             | 4             | 1             | 4             | 19            | 23            | -4            |               |
| 7 | Botafogo      | 8             | 9             | 4             | 0             | 5             | 15            | 16            | -1            |               |
| 8 | Fluminense    | 6             | 9             | 2             | 2             | 5             | 13            | 14            | -1            |               |
| 8 | Corinthians   | 6             | 9             | 2             | 2             | 5             | 10            | 21            | -11           |               |
| 10 | Portuguesa    | 6             | 9             | 2             | 1             | 6             | 16            | 21            | -5            |               |
| PG - pontos ganhos; J - jogos; V - vitórias; E - empates; D - derrotas; GP - gols pró; GC - gols contra; SG - saldo de gols |               |               |               |               |               |               |               |               |               |               |

### Observações
Santos e Vasco, coincidentemente, chegaram à última rodada concorrendo diretamente pelo título. O time carioca tinha um ponto ganho a mais e seria campeão com um empate. O destaque da partida Coutinho, com apenas 15 anos, autor de dois gols.